# シュザンヌ・ビアンケッティ賞
シュザンヌ・ビアンケッティ賞 (仏: Prix Suzanne Bianchetti) はフランス映画の有望な新人女優に与えられる賞である。

## 概要
1936年に47歳で死去した女優のシュザンヌ・ビアンケッティを記念して、夫で脚本家、映画史家のルネ・ジャンヌらによって1937年10月に創設された。
受賞者にはビアンケッティの肖像が彫刻されたメダルが、フランスの作家協会SACD (Société des Auteurs et Compositeurs Dramatiques) より授与される。
第一回受賞者は『禁男の家』のジュニー・アストールで、第二次大戦による中断をはさんで21世紀現在まで続き、ミシュリーヌ・プレール、シモーヌ・シニョレ、アニー・ジラルド、ジュヌヴィエーヴ・ビュジョルド、イザベル・アジャーニなどなど、フランス映画はもとより国際的にも活躍する女優を輩出している。

## 受賞者および対象作品
- 1937年 - ジュニー・アストール (Junie Astor) - 『禁男の家』
- 1938年 - ジャニーヌ・ダルセー (Janine Darcey)
- 1939年 - シルヴィア・バタイユ (Sylvia Bataille)
- 1940年 - ミシュリーヌ・プレール (Micheline Presle) - Jeunes filles en detresse
- 1940年 - 1945年 - 第二次世界大戦のため中止
- 1947年 - シモーヌ・シニョレ (Simone Signoret) - 『宝石館』
- 1948年 - オディール・ヴェルソワ (Odile Versois)
- 1949年 - アルレット・トマ (Arlette Thomas)
- 1950年 - クリスティアーヌ・レニエ (Christiane Lenier) - 『神々の王国』
- 1951年 - ナディーヌ・アラリ (Nadine Alari)
- 1952年 - ナディーヌ・バジール (Nadine Basile)
- 1953年 - エチカ・シューロー (Etchika Choureau) - L'Envers du paradis
- 1954年 - マリナ・ヴラディ (Marina Vlady)
- 1955年 - ジュヌヴィエーヴ・ケルヴィーヌ (Genevieve Kervine)
- 1956年 - アニー・ジラルド (Annie Girardot)
- 1957年 - アンヌ・ドア (Anne Doat)
- 1958年 - パスカル・プティ (Pascale Petit) - 『女の一生』
- 1959年 - ロジェ・デュマ (Roger Dumas) - *この年に限り男優に授与された。
- 1960年 - ペレット・プラディエ (Perrette Pradier) - 『危険な階段』(1959)
- 1961年 - ルネ・マリー・ポテ (Renée Marie Potet)
- 1962年 - コリンヌ・マルシャン (Corinne Marchand)
- 1963年 - マリー・デュボワ (Marie Dubois)
- 1964年 - コレット・カステル (Colette Castel)
- 1965年 - マーシャ・メリル (Macha Méril)
- 1966年 - ジュヌヴィエーヴ・ビュジョルド (Geneviève Bujold)
- 1967年 - カロリーヌ・セリエ (Caroline Cellier) - 『ピグマリオン』（初めて舞台女優に贈られた）
- 1968年 - ダニエル・エヴヌー (Daniele Evenou)
- 1970年 - リュドミラ・ミカエル (Ludmila Mikael)
- 1972年 - ビュル・オジエ (Bulle Ogier)
- 1974年 - イザベル・アジャーニ (Isabelle Adjani) - La Gifle
- 1976年 - イザベル・ユペール (Isabelle Huppert) - Le Juge et l'assassin
- 1980年 - ドミニク・ラファン (Dominique Laffin)
- 1986年 - ジュリエット・ビノシュ (Juliette Binoche) - 『汚れた血』
- 1988年 - マリアンヌ・バスレール (Marianne Basler)
- 1990年 - ドミニク・ブラン (Dominique Blanc)
- 1991年 - アヌーク・グランベール (Anouk Grinberg)
- 1993年 - シャルロット・カディ (Charlotte Kady)
- 1994年 - イザベル・カレ (Isabelle Carré)
- 1995年 - クロティルド・クロー (Clotilde Courau)
- 1996年 - サンドリーヌ・キベルラン (Sandrine Kiberlain)
- 1998年 - ヴィルジニー・ルドワイヤン (Virginie Ledoyen)
- 2000年 - オドレイ・トトゥ (Audrey Tautou)
- 2001年 - バルバラ・シュルツ (Barbara Schulz)
- 2002年 - フランソワーズ・ジラール (Françoise Gillard)
- 2003年 - メラニー・ドゥテイ (Mélanie Doutey)
- 2004年 - サラ・フォレスティエ (Sara Forestier)
- 2004年 - ソフィー・カントン (Sophie Quinton)
- 2005年 - クロエ・ランベール (Chloé Lambert)
- 2006年 - ナタリー・ブトゥフー (Nathalie Boutefeu)
- 2007年 - デボラ・フランソワ (Déborah François)
- 2008年 - クロチルド・エム (Clotilde Hesme)
- 2009年 - アストリッド・ベルジュ＝フリスベ (Àstrid Bergès-Frisbey)
- 2010年 - エロディ・ナヴァール (Élodie Navarre)
- 2011年 - アナイス・ドゥムースティエ (Anaïs Demoustier)
- 2012年 - マリー・クレメール (Marie Kremer)
- 2013年 - ポリーヌ・エチエンヌ (Pauline Étienne)
- 2014年 - アデル・エネル (Adèle Haenel)
- 2015年 - マリーヌ・ヴァクト (Marine Vacth)
- 2016年 - カミーユ・コッタン (Camille Cottin)
- 2017年 - スリアーヌ・ブラーイム (Suliane Brahim)
- 2018年 - カメリア・ジョルダナ (Camélia Jordana)
- 2019年 - レベッカ・マルデール (Rebecca Marder)